# Rourea psammophila
Rourea psammophila är en tvåhjärtbladig växtart som beskrevs av E. Forero. Rourea psammophila ingår i släktet Rourea och familjen Connaraceae. Inga underarter finns listade i Catalogue of Life.